# Thực đơn
Thực đơn hay thực đơn bữa ăn hay còn gọi thông dụng là Menu là bảng ghi lại tất cả những món ăn, thức dự định sẽ phục vụ trong một bữa ăn hay bữa tiệc, cỗ, liên hoan.... Thông thường, thực đơn thông dụng trong những nhà hàng, quán ăn, quán cà phê, quán nước....theo đó người bồi bàn sẽ trình ra cho thực khách một danh mục (list) các món ăn, đồ uống để thực khách có thể lựa chọn, gọi, đặt (order) để được phục vụ. Thực đơn phản ánh số lượng các món ăn, đồ uống, cơ cấu bữa ăn, mục đích của bữa ăn (thực đơn giảm cân, thực đơn cho bé...).

## Đặc điểm

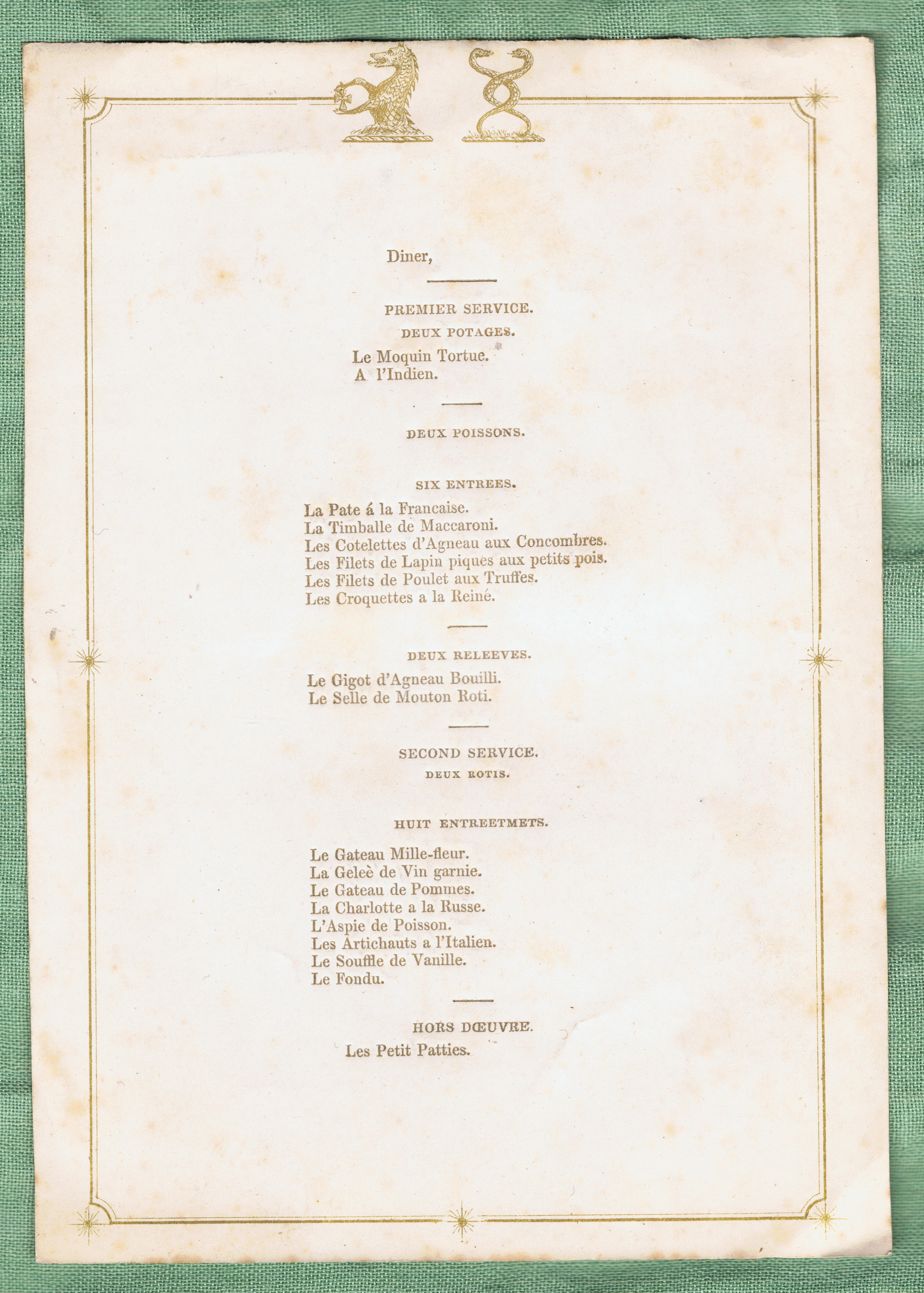
Danh mục các món ăn trong một thực đơn

Thực đơn có thể là thực đơn hàng ngày (phục vụ cho các bữa ăn hàng ngày hay thực đơn cơm gia đình), thực đơn dành cho bữa tiệc, tiệc, tiệc cưới, cỗ, liên hoan gọi là thực đơn đãi tiệc. Bữa ăn thường ngày có 3 đến bốn món ăn, Thường sử dụng các loại thực phẩm thông dụng,chế biến đơn giản. Thực đơn liên hoan chiêu đãi có từ 04 đến năm món trở lên, thường sử dụng thực phẩm cao cấp hay tương đối đắt tiền, chế biến công phu, trình bày đẹp, lịch sử.
Nguyên tắc xây dựng thực đơn: Thông thường, thực đơn có số lượng và chất lượng món ăn phù hợp với tính chất của bữa ăn. Thực đơn phải đủ các món ăn chính theo cơ cấu của bữa ăn Thực đơn phải đảm bảo yêu cầu về mặt dinh dưỡng của bữa ăn và hiệu quả kinh tế

## Một số món trong thực đơn
- Các món canh
- Các món mặn
- Các món xào
- Các món lẩu
- Các món nguội
- Các món tráng miệng
- Các món khai vị
- Các món chính
- Đồ uống
- Các món tùy nghi